# Neu Ulm Challenger 1985
Il Neu Ulm Challenger 1985 è stato un torneo di tennis facente parte della categoria ATP Challenger Series nell'ambito dell'ATP Challenger Series 1985. Il torneo si è giocato a Nuova Ulma in Germania dal 29 luglio al 4 agosto 1985 su campi in terra rossa.

## Vincitori

### Singolare
Milan Šrejber ha battuto in finale  Kent Carlsson con il punteggio di 0–6, 6–4, 6–2

### Doppio
David Mustard /  Jonathan Smith hanno battuto in finale  Tore Meinecke /  Ricki Osterthun con il punteggio di 6–3, 4–6, 6–4